# Brycinus carolinae
Brycinus carolinae е вид лъчеперка от семейство Alestidae. Видът е уязвим и сериозно застрашен от изчезване.

## Разпространение
Разпространен е в Гвинея.

## Описание
На дължина достигат до 10,4 cm.